# Kościół Wniebowzięcia Marii Panny w Prievidzy

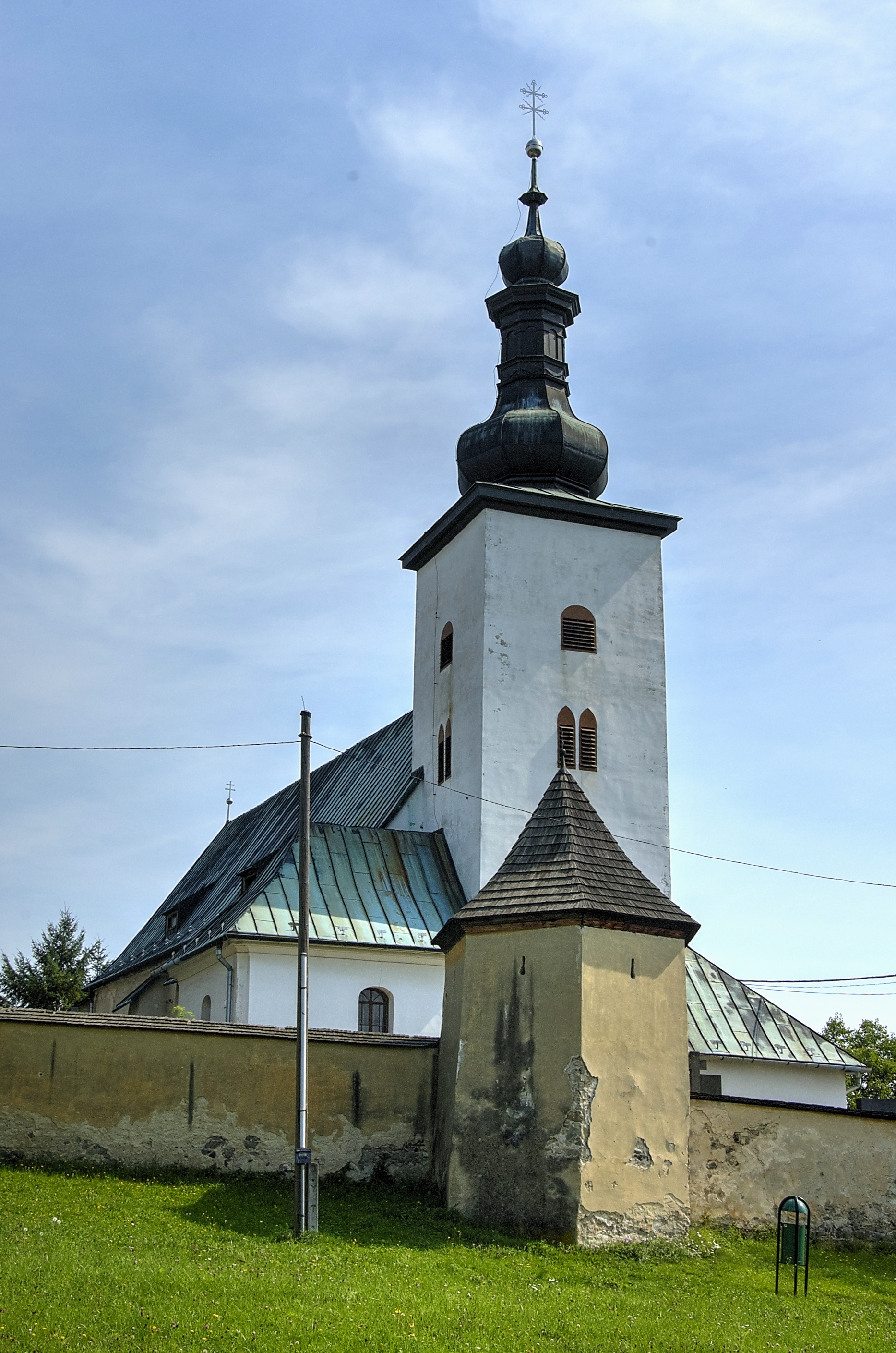
Kościół Wniebowzięcia Marii Panny w Prievidzy

Kościół Wniebowzięcia Marii Panny (słow. Kostol Nanebovzatia Panny Márie) – kościół obrządku rzymskokatolickiego w Prievidzy na Słowacji. Obecnie farny (parafia Prievidza mesto), należy do dekanatu Prievidza w diecezji bańskobystrzyckiej. Najstarszy z kościołów tego miasta, uznany za narodowy zabytek kultury (słow. Národná kultúrna pamiatka).

## Położenie
Znajduje się na tzw. Mariánskom vŕšku, nieznacznym wzniesieniu, dominującym od wschodu nad dzisiejszym centrum miasta. Wzniesienie to wznosi się na wysokość ok. 30 m ponad poziom Rynku (dzis. Námestie slobody). Od kościoła św. Bartłomieja wiedzie doń Mariánska ulica.

## Historia
Na wzniesieniu, o którym mowa, znajdowało się pierwotnie ufortyfikowane grodzisko, pod którym – jako podgrodzie – powstała późniejsza Prievidza, wspominana w 1113 r. Świadczą o tym zachowane do dziś pozostałości murowanych baszt i murów obronnych. Kościół, jak to było wówczas w zwyczaju, stanowił integralną – a może i dominującą – część tego zespołu. Był jedyną świątynią w Prievidzy, dopóki z końcem XIV w. nie zbudowano – w centrum tworzącego się miasta – nowej świątyni, czyli wspomnianego wyżej kościoła św. Bartłomieja.
Nowy rozdział w dziejach kościoła na Mariánskom vŕšku otwarli karmelici, którzy przybyli tu krótko po tym, jak Prievidza uzyskała w 1383 r. status wolnego miasta królewskiego. Zakonnicy ok. 1400 r. rozpoczęli w pobliżu świątyni budowę klasztoru, a do wznoszenia jego murów użyli zapewne materiału pochodzącego z rozbiórki części dawnych fortyfikacji. Rozbudowali również w stylu gotyckim sam kościół. Baszty dawnych umocnień zostały przebudowane na kaplice. W związku z tym, że w połowie XVIII w. kościół stał się popularnym celem pielgrzymek, powstały przy nich charakterystyczne otwarte konfesjonały.
Budowla klasztoru nie zachowała się do naszych czasów. O jego zaniku właściwie nie wiemy nic – ostatnia wzmianka pochodzi z 1529 r. Przypuszcza się, że został on zniszczony (rozebrany) celowo ok. roku 1560.

## Architektura
Kościół wzniesiony został ok. 1260 r., pierwotnie w stylu romańskim. Murowany, jednonawowy, po przebudowie z zewnątrz opięty przyporami. W osi czworoboczna wieża, nakryta barokowym hełmem. Wyposażenie wnętrza barokowe; z dawnego zachowała się jedynie gotycka figura Najświętszej Marii Panny z Dzieciątkiem z drugiej połowy XV w.